# Пыжманка
Пыжманка (устар. Пыжман) — река в России, протекает по Кизнерскому району Удмуртской Республики и Вятскополянском районе Кировской области. Левый приток Вятки (бассейн Волги). Длина реки составляет 49 км. Площадь водосборного бассейна — 282 км².

## География

Бассейн Вятки

Пыжманка начинается южнее деревни Русская Коса, течёт на юго-запад. Высота устья — 54 м над уровнем моря. Большая часть русла проходит в лесу, берега заболочены. На правом берегу деревни Яналка, Носовская Вичурка, Вичурка (около неё река запружена). Протекает через Гремяческое сельское поселение, состоящее из Старой Малиновки — на правом берегу, Новой Малиновки и Гремячки — на левом. Около этого сельского поселения река запружена. Течёт по восточной окраине города Сосновка, на левом берегу деревни Пыжман-Завод и Красная Горка. Впадает в Вятку в 86 км от устья последней.

## Данные водного реестра
По данным государственного водного реестра России относится к Камскому бассейновому округу, водохозяйственный участок реки — Вятка от города Вятские Поляны и до устья, речной подбассейн реки — Вятка. Речной бассейн реки — Кама.
Код объекта в государственном водном реестре — 10010300612111100040424.